# Albagiara
Albagiara är en ort och kommun i provinsen Oristano i regionen Sardinien i Italien. Kommunen hade 4 254 invånare (2017).